# 拉吉图普·图伊利穆
拉吉图普·图伊利穆（英語：Lagitupu Tuilimu，？—），图瓦卢政治人物，他在艾奥纳塔纳·艾奥纳塔纳政府内担任副总理兼财政部长，并在艾奥纳塔纳2000年12月去世后短暂代理图瓦卢总理一职。